# جون روان (سياسي)
جون روان (بالإنجليزية: John Rowan)‏ هو محامي وقاضي وسياسي أمريكي، ولد في 12 يوليو 1773 في يورك في الولايات المتحدة، وتوفي في 13 يوليو 1843 في لويفيل في الولايات المتحدة. حزبياً، نشط في الحزب الجمهوري الديمقراطي والحزب الديمقراطي. وقد انتخب عضو مجلس النواب الأمريكي وانتخب عضو مجلس الشيوخ الأمريكي.